# Opisthoxia metargyria
Opisthoxia metargyria är en fjärilsart som beskrevs av Walker 1867. Opisthoxia metargyria ingår i släktet Opisthoxia och familjen mätare. Inga underarter finns listade i Catalogue of Life.